# Jacques Preiss
Pour les articles homonymes, voir Preiss.
Jacques Preiss, né le 9 novembre 1859 à Riquewihr et mort le 7 mars 1916 à Munich, est un juriste et homme politique allemand originaire d'Alsace, membre du Reichstag.

## Biographie
Jacques Preiss fréquente le lycée de Colmar et les universités de Leipzig et Strasbourg. À partir de 1886, il est avocat à Colmar et à partir de 1897 membre du Bezirkstag de Haute-Alsace. Entre 1903 et 1907, il est aussi membre du Landesausschuss d'Alsace-Lorraine.
De 1893 à 1912, il est membre du Reichstag allemand pour la troisième circonscription électorale du Reichsland d'Alsace-Lorraine (Colmar). Au début, il appartient aux protestataires alsaciens-lorrains avant de rejoindre en 1894 le Parti libéral populaire d’Alsace-Lorraine (Elsass-Lothringische Volkspartei) récemment fondé. Bien que protestant convaincu, il n’en adopte pas moins de plus en plus les positions du catholicisme politique, dont la suppression de l'interdiction des jésuites ou l'introduction des écoles confessionnelles, si bien qu'il est exclu de son parti. Aux élections du Reichstag en 1898, en 1903 et 1907, il est soutenu par les catholiques politiquement organisés (à partir de 1906 le Zentrum alsacien-lorrain). En échange, il essaie d’amener dans le cadre d'un contrat électoral les électeurs protestants d’autres circonscriptions à élire des candidats catholiques.
Pendant la Première Guerre mondiale, il est arrêté et placé en détention dans un camp de prisonniers de Munich où il meurt en 1916.